# Bowman Lake
Bowman Lake is na Lake McDonald en Saint Mary Lake, het grootste meer van het Glacier National Park in de Amerikaanse staat Montana. Het meer is ongeveer 11 kilometer lang en 800 meter breed. Het wordt niet vaak bezocht door bezoekers, want het is gelegen in een van de meer afgelegen gebieden van het park.